# Vollmersbach (Sieg)
Der Vollmersbach ist ein etwa 3,8 km langer, orografisch rechter Nebenfluss der Sieg in Rheinland-Pfalz, Deutschland. Der Bach fließt im Gebiet der zum Landkreis Altenkirchen gehörenden Ortsgemeinde Mudersbach und der Stadt Kirchen.
Der Höhenunterschied zwischen Quelle und Mündung beträgt etwa 277 m, was bei einer Gewässerlänge von rund 3,8 km einem mittleren Sohlgefälle von 72 ‰ entspricht. 

## Geographische Lage
Der Vollmersbach entspringt ca. 850 m südöstlich des Giebelberges und rund 690 m südlich der Landesgrenze zu Nordrhein-Westfalen. Der Fluss liegt im Naturraum des Siegerlandes. Der kleine Bach hat eine südwestliche Laufrichtung. Bis auf die letzten 450 m verläuft der Bach im Wald. Der Bach wird linksseitig vom 874 m langen Vollmersbachgraben und rechtsseitig von der rund 1,4 km langen Auenseifen gespeist.
Das Einzugsgebiet der Vollmersbach grenzt im Nordosten an jenes der Gosenbach und im Norden und Westen an jenes der Asdorf.